# Heinrich von Schottland
Heinrich von Schottland (Henry of Scotland oder Eanric mac Dabíd; * 1114; † 12. Juni 1152) war ein schottischer Prinz. Er war der Sohn von König David I. und Maud of Huntingdon. Heinrich war der Erbe des Königreichs Alba und (durch seine Mutter) Earl of the Honour of Huntingdon and Northampton.

## Leben
Heinrich war nach seinem Onkel, König Heinrich I. von England, benannt. Er heiratete Ada de Warenne, Tochter von William de Warenne, 2. Earl of Surrey, und Elisabeth von Vermandois. Ihre Kinder waren:
- Ada of Huntingdon (* 1139; † 1206), ⚭ 1161, Floris III., Graf von Holland (Gerulfinger)
- Margaret of Huntingdon (* 1140; † 1201); ⚭ I 1160 Conan IV., Herzog von Bretagne († 1171); ⚭ II Humphrey III. de Bohun
- Malcolm IV. (* 1142; † 1165), 1153 König von Schottland.
- Wilhelm I. (* 1143; † 1214), 1165 König von Schottland.
- David (* 1152; † 1219), Earl of Huntingdon.
- Matilda of Huntingdon (* und † 1152).
- Marjorie of Huntingdon, ⚭ Gille Críst, Earl of Angus.

Nach Heinrichs Tod ging der Titel des Earl of Huntingdon an seinen Halbbruder Simon II. de Senlis.